# 2563 Боярчук
2563 Боярчук (2563 Boyarchuk) — астероїд головного поясу, відкритий 22 березня 1977 року.
Тіссеранів параметр щодо Юпітера — 3,179.